# Timothé Vergiat
Timothé Vergiat, né le 7 mars 1998, est un joueur de basket-ball professionnel français. Il joue au poste de meneur. Il est médaillé d’argent lors des Jeux olympiques de Paris 2024 en basket-ball à trois.

## Biographie
Timothé Vergiat fait ses débuts dans le club amateur de l’ASB basket de Saint-Symphorien-de-Lay avant de rejoindre son club formateur de la Chorale de Roanne, puis intègre finalement le Centre fédéral. Il commence sa carrière en tant qu'espoir à Hyères Toulon lors de la saison 2016-2017.
En 2017, il décide de s'engager au SOMB pour deux ans.
Vergiat participe aux Jeux olympiques de 2024 avec l'équipe de 3×3 et remporte la médaille d'argent.

## Clubs successifs
- 2013-2016 :  Centre Fédéral
- 2016-2017 :  Hyères Toulon Espoirs
- 2017-2019 :  SOMB
- 2019-2021 :  Basket Club Souffelweyersheim
- depuis 2021 :  ADA Blois

## Décorations
- Chevalier de l'ordre national du Mérite (2024)[2]